# Tillandsia achyrostachys
Espèce
Classification phylogénétique
Tillandsia achyrostachys est une espèce de plantes de la famille des Bromeliaceae, endémique du Mexique. Elle mesure entre 10 et 20 cm.